# Force explosive
L'explosivité, explosivité musculaire ou force explosive est la capacité d'un muscle de déclencher une contraction maximale dans un temps le plus court. Déterminée par la génétique, elle diffère selon les individus, l'ensemble des muscles étant doté d'un certain niveau de force. Il s'agit d'une qualité physique importante chez les sprinteurs, les lanceurs, les haltérophiles, certains boxeurs, etc. Elle peut se développer par un entrainement adéquat.